# 필동로
필동로(Pildong-ro)는 서울특별시 중구 필동과 장충동을 연결하는 서울 중구의 도로로, 총 연장은 1.062 km이다. 도로의 명칭이 유래된 것은 행정구역 명칭이 반영되었기 때문이다.

## 역사
- 2010년 5월 26일 : 도로명으로 필동로를 고시

## 주요 경유지
- 중구
  - 필동2가 - 필동3가 - 장충동2가

## 접촉하는 도로
- 퇴계로
- 서애로

## 주요 건물 및 시설
- 삼지빌딩 (필동로 3/필동2가 32-11)
- 필빌딩 (필동로 9/필동2가 20-1)
- 구립 경로당 (필동로 11/필동2가 19-22)
- 동영빌딩 (필동로 12/필동2가 19-6)
- 민성빌딩 (필동로 14/필동2가 19-11)
- 탑필빌딩 (필동로 15/필동2가 21-1)
- 참그루 (필동로 16/필동2가 76-4)
- 원일빌딩 (필동로 18/필동2가 77-1)
- 삼가빌딩 (필동로 19/필동3가 30-2)
- CJ인재원 (필동로 26/필동2가 101-1)
- 낙원빌딩 (필동로 32/필동2가 98-1)
- 삼경하이빌 (필동로 34/필동2가 106-2)
- 평강빌딩 (필동로 37/필동3가 55-2)
- 조양빌딩 (필동로 45/필동3가 62-5)
- 코리아프레스 (필동로 46/필동2가 117)
- 주성빌딩 (필동로 47/필동3가 62-7)
- 크로바빌딩 (필동로 52/필동2가 119-4)
- 삼경빌딩 (필동로 53/필동3가 62-11)
- 남산빌딩 (필동로 54/필동3가 61-3)
- 필동 공영주차장 (필동로 55/필동3가 62-12)
- 서울빌딩 (필동로 71/필동3가 78-2)
- 네스트빌라 (필동로 85/장충동2가 192-15)
- 필동요양시설 (필동로 96/장충동2가 192-45)

## 철도역 연계
- ● 수도권 전철 3호선 : 충무로역
- ● 수도권 전철 4호선 : 충무로역